# Teucholabis praenobilis
Teucholabis praenobilis är en tvåvingeart som beskrevs av Alexander 1945. Teucholabis praenobilis ingår i släktet Teucholabis och familjen småharkrankar.
Artens utbredningsområde är Peru. Inga underarter finns listade i Catalogue of Life.